# Конуј
Конуј или Кунуј (грч. Δροσερό, Дросеро) је насељено место у општини Еордеја у периферији Западна Македонија, Грчка. Према попису из 2021. године било је 202 становника.
Према бугарском географу и историчару, Василу Канчову, у Конују је 1900. године живело 270 Словена хришћана и 260 Турака. Године 1924. турско становништво је принудно исељено у Турску а на њихово место су насељене грчке избегличке породице из Турске, укупно 234 особа. На попису из 1991. године у селу је било 377 житеља, од чега су једна трећина Словени.